# Arondismentul Rennes
Arondismentul Rennes (în franceză Arrondissement de Rennes) este un arondisment din departamentul Ille-et-Vilaine, regiunea Bretagne, Franța.

## Subdiviziuni

### Cantoane
- Cantonul Bécherel
- Cantonul Betton
- Cantonul Bruz
- Cantonul Cesson-Sévigné
- Cantonul Châteaugiron
- Cantonul Hédé
- Cantonul Janzé
- Cantonul Liffré
- Cantonul Montauban-de-Bretagne
- Cantonul Montfort-sur-Meu
- Cantonul Mordelles
- Cantonul Plélan-le-Grand
- Cantonul Rennes-le-Blosne
- Cantonul Rennes-Bréquigny
- Cantonul Rennes-Centre
- Cantonul Rennes-Centre-Ouest
- Cantonul Rennes-Centre-Sud
- Cantonul Rennes-Est
- Cantonul Rennes-Nord-Est
- Cantonul Rennes-Nord-Ouest
- Cantonul Rennes-Nord
- Cantonul Rennes-Sud-Est
- Cantonul Rennes-Sud-Ouest
- Cantonul Saint-Aubin-d'Aubigné
- Cantonul Saint-Méen-le-Grand

### Comune
| 1. Acigné (35001)                       | 2. Amanlis (35002)                  | 3. Andouillé-Neuville (35003)       | 4. Arbrissel (35005)                   |
| 5. Argentré-du-Plessis (35006)          | 6. Aubigné (35007)                  | 7. Availles-sur-Seiche (35008)      | 8. Bais (35014)                        |
| 9. Balazé (35015)                       | 10. Betton (35024)                  | 11. Bléruais (35026)                | 12. Boisgervilly (35027)               |
| 13. Boistrudan (35028)                  | 14. Bourgbarré (35032)              | 15. La Bouëxière (35031)            | 16. Breteil (35040)                    |
| 17. Brie (35041)                        | 18. Brielles (35042)                | 19. Bruz (35047)                    | 20. Bréal-sous-Montfort (35037)        |
| 21. Bréal-sous-Vitré (35038)            | 22. Brécé (35039)                   | 23. Bécherel (35022)                | 24. Bédée (35023)                      |
| 25. Cardroc (35050)                     | 26. Cesson-Sévigné (35051)          | 27. Champeaux (35052)               | 28. Chancé (35053)                     |
| 29. Chantepie (35055)                   | 30. La Chapelle-Chaussée (35058)    | 31. La Chapelle-Erbrée (35061)      | 32. La Chapelle-Thouarault (35065)     |
| 33. La Chapelle-des-Fougeretz (35059)   | 34. La Chapelle-du-Lou (35060)      | 35. Chartres-de-Bretagne (35066)    | 36. Chasné-sur-Illet (35067)           |
| 37. Chavagne (35076)                    | 38. Chelun (35077)                  | 39. Chevaigné (35079)               | 40. Châteaubourg (35068)               |
| 41. Châteaugiron (35069)                | 42. Châtillon-en-Vendelais (35072)  | 43. Cintré (35080)                  | 44. Clayes (35081)                     |
| 45. Cornillé (35087)                    | 46. Corps-Nuds (35088)              | 47. Coësmes (35082)                 | 48. Le Crouais (35091)                 |
| 49. Dingé (35094)                       | 50. Domagné (35096)                 | 51. Domalain (35097)                | 52. Domloup (35099)                    |
| 53. Dourdain (35101)                    | 54. Drouges (35102)                 | 55. Eancé (35103)                   | 56. Erbrée (35105)                     |
| 57. Ercé-près-Liffré (35107)            | 58. Essé (35108)                    | 59. Feins (35110)                   | 60. Forges-la-Forêt (35114)            |
| 61. Gahard (35118)                      | 62. Gaël (35117)                    | 63. Gennes-sur-Seiche (35119)       | 64. La Guerche-de-Bretagne (35125)     |
| 65. Guipel (35128)                      | 66. Gévezé (35120)                  | 67. L'Hermitage (35131)             | 68. Hédé (35130)                       |
| 69. Iffendic (35133)                    | 70. Les Iffs (35134)                | 71. Irodouër (35135)                | 72. Janzé (35136)                      |
| 73. Landavran (35141)                   | 74. Landujan (35143)                | 75. Langan (35144)                  | 76. Langouet (35146)                   |
| 77. Lanrigan (35148)                    | 78. Liffré (35152)                  | 79. Livré-sur-Changeon (35154)      | 80. Le Lou-du-Lac (35158)              |
| 81. Louvigné-de-Bais (35161)            | 82. Marcillé-Robert (35165)         | 83. Marpiré (35166)                 | 84. Martigné-Ferchaud (35167)          |
| 85. Maxent (35169)                      | 86. Mecé (35170)                    | 87. Melesse (35173)                 | 88. Miniac-sous-Bécherel (35180)       |
| 89. Mondevert (35183)                   | 90. Montauban-de-Bretagne (35184)   | 91. Montautour (35185)              | 92. Monterfil (35187)                  |
| 93. Montfort-sur-Meu (35188)            | 94. Montgermont (35189)             | 95. Montreuil-des-Landes (35192)    | 96. Montreuil-le-Gast (35193)          |
| 97. Montreuil-sous-Pérouse (35194)      | 98. Montreuil-sur-Ille (35195)      | 99. Mordelles (35196)               | 100. Mouazé (35197)                    |
| 101. Moulins (35198)                    | 102. Moussé (35199)                 | 103. Moutiers (35200)               | 104. Muel (35201)                      |
| 105. Médréac (35171)                    | 106. La Mézière (35177)             | 107. La Nouaye (35203)              | 108. Nouvoitou (35204)                 |
| 109. Noyal-Châtillon-sur-Seiche (35206) | 110. Noyal-sur-Vilaine (35207)      | 111. Orgères (35208)                | 112. Ossé (35209)                      |
| 113. Pacé (35210)                       | 114. Paimpont (35211)               | 115. Parthenay-de-Bretagne (35216)  | 116. Le Pertre (35217)                 |
| 117. Piré-sur-Seiche (35220)            | 118. Pleumeleuc (35227)             | 119. Plélan-le-Grand (35223)        | 120. Pocé-les-Bois (35229)             |
| 121. Pont-Péan (35363)                  | 122. Princé (35232)                 | 123. Québriac (35233)               | 124. Quédillac (35234)                 |
| 125. Rannée (35235)                     | 126. Rennes (35238)                 | 127. Retiers (35239)                | 128. Le Rheu (35240)                   |
| 129. Romazy (35244)                     | 130. Romillé (35245)                | 131. Saint-Armel (35250)            | 132. Saint-Aubin-d'Aubigné (35251)     |
| 133. Saint-Aubin-des-Landes (35252)     | 134. Saint-Aubin-du-Pavail (35254)  | 135. Saint-Brieuc-des-Iffs (35258)  | 136. Saint-Christophe-des-Bois (35260) |
| 137. Saint-Didier (35264)               | 138. Saint-Erblon (35266)           | 139. Saint-Germain-du-Pinel (35272) | 140. Saint-Germain-sur-Ille (35274)    |
| 141. Saint-Gilles (35275)               | 142. Saint-Gondran (35276)          | 143. Saint-Gonlay (35277)           | 144. Saint-Grégoire (35278)            |
| 145. Saint-Jacques-de-la-Lande (35281)  | 146. Saint-Jean-sur-Vilaine (35283) | 147. Saint-M'Hervon (35301)         | 148. Saint-M'Hervé (35300)             |
| 149. Saint-Malon-sur-Mel (35290)        | 150. Saint-Maugan (35295)           | 151. Saint-Médard-sur-Ille (35296)  | 152. Saint-Méen-le-Grand (35297)       |
| 153. Saint-Onen-la-Chapelle (35302)     | 154. Saint-Pern (35307)             | 155. Saint-Péran (35305)            | 156. Saint-Sulpice-la-Forêt (35315)    |
| 157. Saint-Thurial (35319)              | 158. Saint-Uniac (35320)            | 159. Sainte-Colombe (35262)         | 160. La Selle-Guerchaise (35325)       |
| 161. Sens-de-Bretagne (35326)           | 162. Servon-sur-Vilaine (35327)     | 163. Taillis (35330)                | 164. Talensac (35331)                  |
| 165. Le Theil-de-Bretagne (35333)       | 166. Thorigné-Fouillard (35334)     | 167. Thourie (35335)                | 168. Torcé (35338)                     |
| 169. Treffendel (35340)                 | 170. Val-d'Izé (35347)              | 171. Le Verger (35351)              | 172. Vergéal (35350)                   |
| 173. Vern-sur-Seiche (35352)            | 174. Vezin-le-Coquet (35353)        | 175. Vieux-Vy-sur-Couesnon (35355)  | 176. Vignoc (35356)                    |
| 177. Visseiche (35359)                  | 178. Vitré (35360)                  | 179. Étrelles (35109)               |                                        |